# Dirphya lualabae
Dirphya lualabae là một loài bọ cánh cứng trong họ Cerambycidae.